# Bataille d'Issos (194)
Pour les articles homonymes, voir Issos.
Campagnes de Septime Sévère
Batailles
Cyzique, Nicée, Bataille de Lugdunum
La bataille d’Issos est la dernière grande bataille entre Septime Sévère proclamé empereur en 193 à Rome et Pescennius Niger proclamé empereur par ses troupes en Syrie.

## Le contexte
Le 31 décembre 192, l'empereur Commode est déclaré ennemi du Sénat et mauvais empereur et est assassiné. Son successeur Pertinax est assassiné après trois mois de règne. Didius Julianus lui succède.
En 193 à Carnuntum, en Pannonie supérieure, Septime Sévère apprend les meurtres de Commode et de Pertinax. Ses légions acclament leur chef comme empereur. Il reçoit le soutien des légions du Rhin et de Germanie et décide de marcher sur Rome.
Septime Sévère se présente à Rome avec ses légions le 9 juin 193. Un prétorien assassine Didius Julianus. Septime Sévère invite la garde prétorienne à un banquet dans son camp. Il fait cerner les lieux par ses soldats, désarme les prétoriens et fait exécuter les meurtriers de Pertinax. Il licencie les effectifs de la garde prétorienne, qui sont remplacés par des Pannoniens.
Pescennius Niger, légat de Syrie, refuse d'acclamer Septime Sévère. Son armée le proclame empereur. Il est bientôt soutenu par l'Égypte. Septime Sévère décide de partir en campagne pour éliminer ce rival.

## Les prémices
Lorsque Pescennius Niger apprend que Septime Sévère a été nommé empereur par le Sénat, il ordonne aux gouverneurs de province de garder les frontières et les ports. Il demande de l’aide au roi des Parthes, à celui des Arméniens et à celui des Hatréniens. Le roi d’Arménie veut rester neutre. Le roi des Parthes Vologèse V promet un soutien militaire. Quant au roi Barsémius des Hatrénien, il envoie un corps d’archers. Le reste des troupes dont dispose Niger sont des volontaires recrutés surtout à Antioche, mais sans expérience de la guerre.
Pescennius Niger fait fermer les défilés des Portes ciliciennes dans les monts Taurus et il envoie des troupes pour défendre Byzance. De son côté, Septime Sévère avance à marches forcées vers Cyzique contournant ainsi Byzance par le sud. Le lieutenant de Pescennius Niger se dirige vers Cyzique avec toutes les forces dont il dispose. C’est une déroute pour les troupes de Pescennius Niger. 
Les habitants de Nicée accueillent des fuyards dans leurs murs. Il s’ensuit une nouvelle bataille et une nouvelle défaite pour les partisans de Pescennius Niger. Une partie des restes de l’armée en déroute traverse la Cappadoce pour se réfugier derrière les retranchements des monts Taurus. Pescennius Niger laisse un contingent qu’il pense suffisant et se dirige vers Antioche. L’armée de Septime Sévère est bloquée par la défense des Portes ciliciennes.
Deux contretemps vont affaiblir Pescennius Niger. Les habitants de Laodicée se révoltent et proclament Septime Sévère comme empereur. Pescennius Niger détache une partie de ses troupes pour mater cette rébellion avec l'ordre de massacrer tous les habitants, de piller et d'incendier les villes. Pendant ce temps, Septime Sévère reste bloqué. La chance lui sourit alors : une averse particulièrement forte fait gonfler le torrent et provoque la fonte des neiges. La rivière déborde et emporte les fortifications qui barraient le passage. Les défenseurs découragés se retirent et laissent la voie libre aux troupes de Septime Sévère.

## La bataille
Pescennius Niger part d’Antioche avec les troupes qu’il a pu rassembler et rencontre celles de Septime Sévère dans la plaine d’Issos.

« Les deux armées établirent leur camp, vers le soir, vis-à-vis l'une de l'autre ; toute la nuit se passa des deux côtés en précautions et en craintes. Au lever du soleil, les deux partis, guidés et animés par leurs chefs, se mettent en mouvement et s'attaquent avec la plus vive fureur ; ils paraissaient deviner que, dans cette dernière bataille, la fortune encore allait décider de la possession d'un empire. Le combat fut long; le carnage fut terrible; les fleuves qui traversent la plaine ne semblaient rouler vers la mer que des flots de sang ; les Orientaux enfin furent mis en déroute. Les Illyriens les poursuivent, ils en blessent et en jettent une partie jusqu'à la mer; ils pressent l'épée dans les reins ceux qui fuient du côté des montagnes, et les égorgent avec un grand nombre d'hommes du pays, qui, accourus des villes et des campagnes environnantes, s'étaient rassemblés sur les coteaux, croyant qu'ils pourraient y contempler la bataille en sûreté.

Niger, monté sur un cheval vigoureux, parvient à Antioche avec une suite peu nombreuse. Là il trouve les débris fugitifs d'un peuple entier (si même il en restait des débris) ! Il voit la désolation, il entend les plaintes d'une foule de malheureux pleurant leurs fils et leurs frères. Désespéré, il s'enfuit lui-même d'Antioche, il se cache dans un faubourg; mais il est découvert par les cavaliers romains qui le poursuivent, et on lui tranche la tête. Telle fut la fin de ce prince ; c'est ainsi qu'il subit la peine de ses retards et de sa funeste indolence. Du reste, il fut, dit-on, homme de bien dans sa vie privée comme dans ses fonctions publiques. »

— Hérodien, « Histoire romaine, Livre III, chapitres 13-14 ».
Le récit de la bataille par Dion Cassius présente quelques différences. Au début du combat c’est Pescennius Niger qui semble avoir l’avantage car il est sur une hauteur, mais une pluie d’orage vient frapper de face l’armée de Pescennius Niger alors qu’elle ne gène pas les combattants de l’autre camp. À la suite de ce phénomène, l'armée de Pescennius Niger commence à reculer, c'est alors que la cavalerie menée par Valérianus arrive sur ses arrières et entraîne sa déroute complète.
La mort de Pescennius Niger est aussi un peu différente, il n’est pas repris dans une cache à Antioche mais alors qu’il est en fuite vers l’Euphrate, son crane va servir d’épouvantail devant les murs de Byzance.

## Suite et conséquences
Une partie des armées de Pescennius Niger trouve refuge chez les Parthes. Leur présence expliquerait le renforcement et la résistance des Parthes contre les Romains dans les combats futurs.
Septime Sévère châtie les villes qui avaient pris le parti de Pescennius Niger en leur imposant des impôts élevés qui vont contribuer à son impopularité. Le siège de Byzance se prolonge jusqu'à ce que les habitants aient épuisé leurs réserves, Dion Cassius évoque des actes d'anthropophagie. Ce siège, commencé au début de l'an de Rome 947 (194 apr. J.-C.) ne s'est terminé qu'en fin de l'an de Rome 949 (196 apr. J.-C.) et a duré presque trois ans. Septime Sévère qui est encore à guerroyer contre les Parthes en Mésopotamie, fait raser les murailles de Byzance qui avaient été si difficiles à prendre. Byzance est réduit à l'état d'une simple bourgade. Plus tard le même fera reconstruire des murailles et fera construire un hippodrome et des palais.
Septime Sévère remet à plus tard la conquête des royaumes Parthes et Hatréniens car il doit encore asseoir son pouvoir à Rome. Après avoir assuré son pouvoir à Rome, il revient en Orient pour mener une campagne contre les Parthes. Il vainc les Parthes, mais il échoue dans sa tentative de siège d'Hatra en l'an 952 de Rome (199 apr. J.-C.).